# Церковь Рождества Христова в Кожевниках
Церковь Рождества Христова в Кожевниках — приходской храм Калужской епархии Русской православной церкви в городе Калуге Калужской области, построенный в конце XVIII века. Здание церкви является выявленным объектом культурного наследия и находится под охраной государства. В настоящее время храм действует, ведутся богослужения.

## История храма
Церковь Рождества Христова упоминается ещё в описи 1626 года как «древян, клетцки», «в старом остроге» с приделом Космы и Дамиана.
Согласно Калужской энциклопедии деревянное здание было построено на Тульской дороге (на месте пересечения современных улиц Салтыкова-Щедрина и Первомайской) в 1635 году. Поскольку храм находился у подножия крутого склона, в народе его именовали Рождества «под горой». Вокруг храма селились в основном кожевники, сформировав Кожевенную слободу. Когда после утверждения генерального плана застройки города в 1778 году, Кожевенную слободу было решено перенести на новое место, решили перенести и церковь.
Каменное здание было построено в 1797 году под руководством архитектора И. Д. Ясныгина. В качестве плана, вероятно, использовался чей-то старый проект, поскольку объёмно-пространственное построение храма соответствует проектам первой половины XVIII века.
Новая церковь получила прозвания «на Козинке», поскольку ранее на этом месте располагался выгод для коз, и «в Кожевниках», в честь кожевенных заводов, которые были построены южнее.
В 1834 году вместо прежней малой трапезы к зданию пристроена новая большего размера, так же построена новая колокольня в три яруса. До 1880-х годов она стояла отдельно от церкви, но потом была присоединена. В 1895 году вокруг храма возведена ограда.
Во время освобождения Калуги от немецкой оккупации зимой 1941 года, была частично разрушена колокольня и повреждены южные фасады храма. Следующие двадцать лет после войны здание пустовало. В 1960-е годах его использовали под склад соли. В этот период на месте двух окон были устроены ворота для въезда машин, а пол заасфальтирован. В 1980 году в здании открылся пункт по приему стеклотары. В 1987 году храм был передан на баланс Калужскому заводу телеграфной аппаратуры. В 1988 году был разработан проект его реконструкции, в соответствии с которым здание планировалось приспособить под развлекательный комплекс с кафе, дискозалом, кукольным театром, видеосалоном и выставочным залом. Однако решением Калужского облисполкома от 4 февраля 1991 храм был признан памятником архитектуры и градостроительства местного значения. В январе 1997 года храм был передан Калужской епархии.

## Архитектура
Объёмно-пространственное построение основного объёма (восьмерик на четверике) относится к первой половине XVIII века. Довольно скромный декор был выполнен в кирпиче духе середины того же века.
Главный престол освящён в честь Рождества Христова, а приделы — во имя Божией Матери, всех Скорбящих Радости и во имя преподобных Зосимы и Савватия Соловецких. Последний оформлен живописью на апокалипсические сюжеты, каковы очень редки в калужских церквях.